# 阿代爾山
64°10′S 60°29′W / 64.167°S 60.483°W
阿代爾山是南極洲的山峰，位於葛拉漢地北部，處於布雷蓋冰川和科努山之間，以法國的飛行先驅命名，現時由南極條約體系管理。